# 9758 Dainty
9758 Dainty è un asteroide della fascia principale. Scoperto nel 1991, presenta un'orbita caratterizzata da un semiasse maggiore pari a 2,7419318 UA e da un'eccentricità di 0,2231439, inclinata di 7,52809° rispetto all'eclittica.